# Zwartkinboomtimalia
De zwartkinboomtimalia  (Cyanoderma pyrrhops synoniemen: Stachyridopsis pyrrhops en Stachyris pyrrhops) is een zangvogel uit de familie Timaliidae (timalia's).

## Verspreiding en leefgebied
Deze soort komt voor in de Himalaya van Kashmir tot oostelijk Nepal.

## Status
De grootte van de populatie is niet gekwantificeerd maar de soort wordt omschreven als vrij algemeen. Op de Rode lijst van de IUCN heeft deze soort de status niet bedreigd.